# 共産党がなければ新しい中国はない
共産党がなければ新しい中国はない（きょうさんとうがなければあたらしいちゅうごくはない、中: 没有共产党就没有新中国）、共産党がなければ新中国はない（きょうさんとうがなければしんちゅうごくはない）とは、曹火星（Cáo Huǒxīng）が1943年に作詞した曲である。名前の通り、中国共産党をたたえる革命歌である。

## 沿革

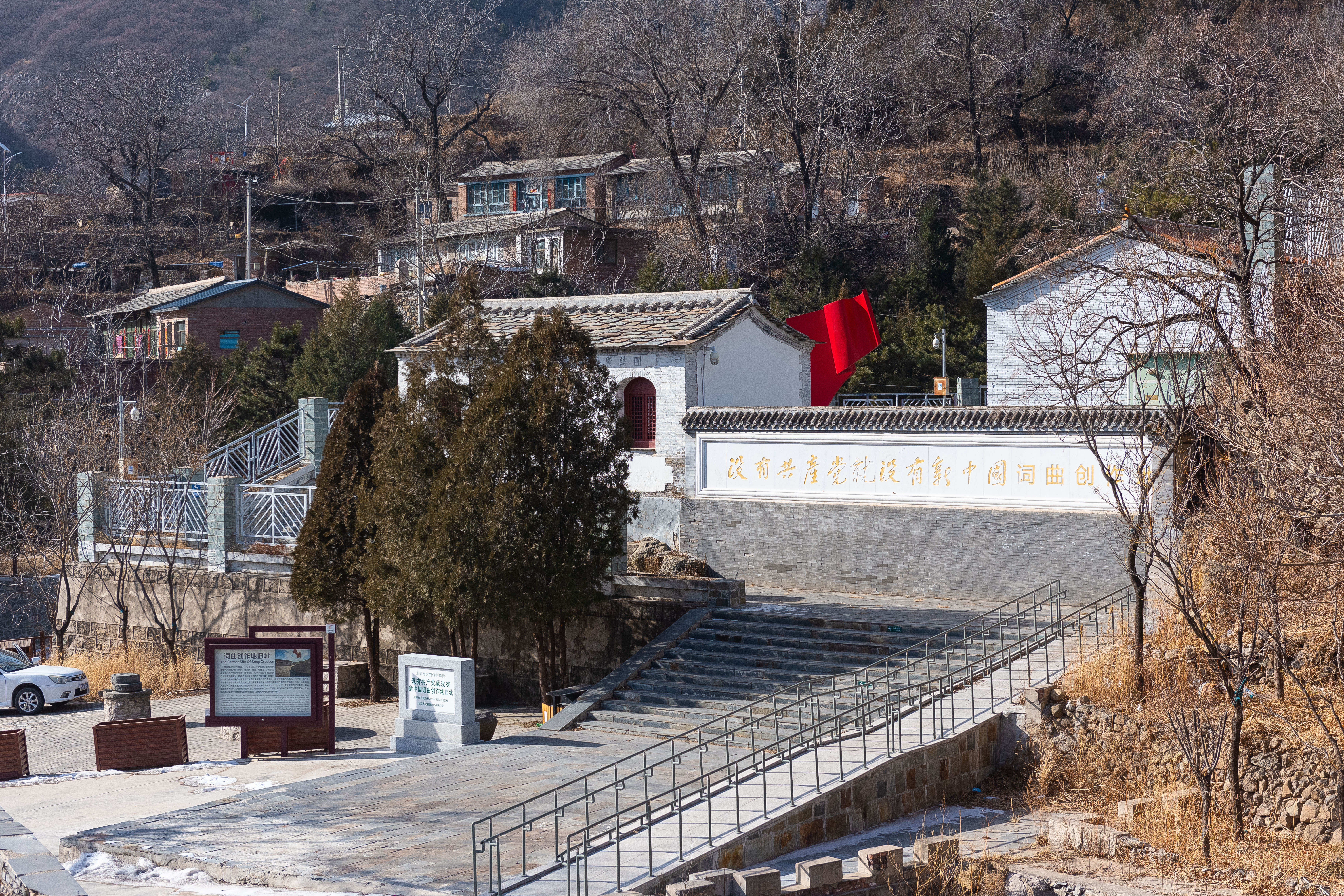
「共産党がなければ新しい中国はない」発祥の地

日中戦争時、蔣介石は「国民党なくして中国はあり得ない」と「中国の命運」という本を出版した。中国共産党はすぐに「中国の命運についてのコメント」を発表し、「共産党がなければ中国は存在しなかった」と主張を返した。1943年8月、中国共産党機関誌「解放日報」上で、この文が掲載された。1943年、19歳の曹火星は、延安の「解放日報」の社説を読み共感し、楽曲「もし今日に共産党がなければ、中国はない」を作成した。
毛沢東は、1950年のある日、娘の李根が「共産党がなければ中国は存在しない」と歌うのを聞き、この発言は非科学的で不正確であると述べた。中国には数千年の歴史があり、最初に中国があり、次に共産党が産まれたと主張した。したがって、「中国」の前に「新しい」という言葉を追加する必要があると言い、この楽曲に「新しい」という言葉が付け加えられた。 